# Penaeus
Penaeus és un gènere de crustacis decàpodes del subordre Dendrobranchiata, que inclou el llagostí negre (P. monodon), l'espècie de llagostí econòmicament més important a nivell mundial.

## Taxonomia
S'ha reconegut aquest gènere segons la proposta feta per Pérez Farfante i Kensley basada en diferències morfològiques, en particular les característiques genitals d'aquests animals, malgrat que aquesta revisió no ha estat universalment acceptada. Seguint aquesta revisió, moltes espècies del gènere Penaeus s'han reassignat a nous gèneres dels Penaeidae: Farfantepenaeus, Fenneropenaeus, Litopenaeus i Marsupenaeus. Segons la taula següent:
| Nom científic antic | Nou nom científic              | Noms comuns en anglès                               |
| ------------------- | ------------------------------ | --------------------------------------------------- |
| P. aztecus          | Farfantepenaeus aztecus        | northern brown shrimp                               |
| P. brasiliensis     | Farfantepenaeus brasiliensis   | redspotted shrimp, spotted pink shrimp              |
| P. brevirostris     | Farfantepenaeus brevirostris   | crystal shrimp, pink shrimp                         |
| P. californiensis   | Farfantepenaeus californiensis | yellowleg shrimp, brown shrimp                      |
| P. chinensis        | Fenneropenaeus chinensis       | fleshy prawn, Chinese white shrimp, oriental shrimp |
| P. orientalis       | Fenneropenaeus chinensis       | fleshy prawn, Chinese white shrimp, oriental shrimp |
| P. duorarum         | Farfantepenaeus duorarum       | northern pink shrimp                                |
| P. esculentus       | Penaeus esculentus             | brown tiger prawn                                   |
| P. indicus          | Fenneropenaeus indicus         | Indian prawn                                        |
| P. japonicus        | Marsupenaeus japonicus         | Kuruma shrimp, Kuruma prawn, Japanese tiger shrimp  |
| P. merguiensis      | Fenneropenaeus merguiensis     | banana shrimp, banana prawn                         |
| P. monodon          | Penaeus monodon                | giant tiger prawn, black tiger shrimp               |
| P. notialis         | Farfantepenaeus notialis       | southern pink shrimp                                |
| P. occidentalis     | Litopenaeus occidentalis       | western white shrimp                                |
| P. paulensis        | Farfantepenaeus paulensis      | São Paulo shrimp, Carpas shrimp                     |
| P. penicillatus     | Fenneropenaeus penicillatus    | redtail prawn                                       |
| P. schmitti         | Litopenaeus schmitti           | southern white shrimp                               |
| P. semisulcatus     | Penaeus semisulcatus           | green tiger prawn                                   |
| P. setiferus        | Litopenaeus setiferus          | northern white shrimp                               |
| P. silasi           | Fenneropenaeus silasi          |                                                     |
| P. stylirostris     | Litopenaeus stylirostris       | western blue shrimp, blue shrimp                    |
| P. subtilis         | Farfantepenaeus subtilis       | southern brown shrimp                               |
| P. vannamei         | Litopenaeus vannamei           | whiteleg shrimp, Pacific white shrimp               |

Unes poques espècies de Penaeus spp. s'assignen al gènere Melicertus:
| Nom invàlid      | Nom científic vàlid      | Noms comuns en anglès                 |
| ---------------- | ------------------------ | ------------------------------------- |
| P. canaliculatus | Melicertus canaliculatus | witch shrimp, tiger shrimp            |
| P. kerathurus    | Melicertus kerathurus    | Caramote prawn, triple-grooved shrimp |
| P. latisculatus  | Melicertus latisulcatus  | western king prawn                    |
| P. longistylus   | Melicertus longistylus   | redspot king prawn, red-spotted prawn |
| P. marginatus    | Melicertus marginatus    | Aloha prawn                           |
| P. plebejus      | Melicertus plebejus      | eastern king prawn                    |